# جيري سوكولوف
جيري سوكولوف (بالإنجليزية: Jerry Sokolov)‏ هو موسيقي أمريكي، ولد في 1964.

## وصلات خارجية
- جيري سوكولوف على موقع ميوزك برينز (الإنجليزية)